# NGC 6782

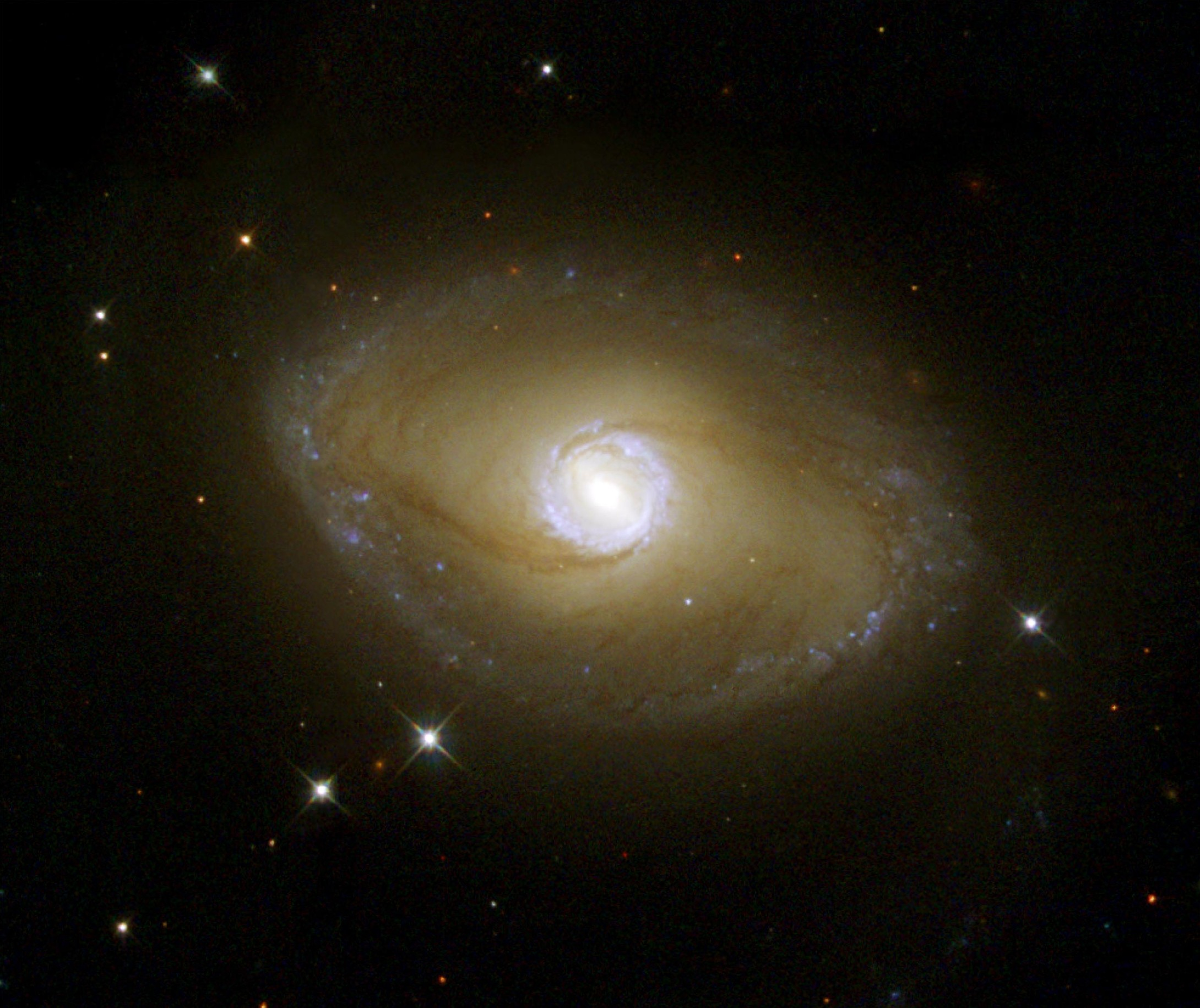
Fotografie NGC 6782 pořízená Hubbleovým vesmírným dalekohledem. Na obrázku jsou vidět dva prstence bleděmodrých hvězd, které jsou tak žhavé, že skoro všechno svoje světlo vyzáří v ultrafialovém oboru. Vnitřní pruh leží uvnitř galaktické příčky a jeho původ může být ve slapových silách mezi příčkou a zbytku galaxie. Vnější pruh hvězd je na galaktickém okraji.

NGC 6782 je spirální galaxie s příčkou v souhvězdí Páva.
- Vzdálenost: 1,83×108ly
- Průměr: 8,2×104ly
- Magnituda: 12,7